# Mamiffer
Mamiffer es una banda estadounidense con base en Seattle, Washington. Comenzó como un proyecto solista de la artista Faith Coloccia, integrante de Pyramids y Everlovely Lightningheart, el cual incluiría a numerosos músicos y colaboradores de sesión, siendo el más consistente Aaron Turner de la banda Isis, quien posteriormente sería el esposo de Coloccia. Turner y Coloccia también participan juntos en el proyecto House of Low Culture. Mamiffer ha lanzado un gran número de álbumes, splits y colaboraciones a través de diversos sellos discográficos, los más asiduos son el ahora extinto Hydra Head Records, propiedad de Turner, y SIGE Records, propiedad de ambos. La banda es conocida por sus colaboraciones en vivo y en estudio con Locrian, Circle y Daniel Menche; además de sus trabajos con músicos de sesión como algunos integrantes de These Arms Are Snakes, Helms Alee, Sunn O))) y Wolves in the Throne Room.

## Historia
Los comienzos de Mamiffer de dieron gracias a las ideas creativas de Faith Coloccia y su ahora extinta banda Everlovely Lightningheart. Coloccia invitó a Aaron Turner a participar en algunas sesiones, pero posteriormente terminó integrándose "como un miembro permanente." Coloccia y Turner comenzaron a salir y posteriormente se casaron.
Mamiffer lanzó su álbum debut Hirror Enniffer el 23 de septiembre de 2008 a través del sello de Turner, Hydra Head Records.El álbum cuenta con varios músicos de sesión incluyendo a los miembros de las bandas These Arms Are Snakes (Chris Common, Brian Cook y Ryan Frederiksen) y Helms Alee (Hozoji Matheson-Margullis y Ben Verellen) además de Turner. Hirror Enniffer fue bien recibido por la crítica. Tom Forget de AllMusic dijo al respecto: "En lugar de creer que están tocando, sus composiciones instrumentales parecen desarrollarse por si mismas, revelando su misterio a un ritmo que necesita paciencia," mientras que Cosmo Lee de Pitchfork Media comentó: "Este álbum no te exige como debe ser escuchado. Tocado fuerte, su bajo distorsionado puedo volar cabezas... Tocado suavemente, el piano funciona como una excelente música de fondo."
Tres años después, Mamiffer lanza su segundo álbum titulado Mare Decendrii en 2011 a través de Conspiracy Records. Así como su predecesor, Mare Decendrii cuenta co numerosos invitados y músicos de sesión incluyendo miembros de Melvins, Earth, Circle, Sunn O))) y Wolves in the Throne Room. El álbum fue seguido casi inmediatamente por el aclamado Bless Them That Curse You—una colaboración con la banda drone de Chicago, Locrian, lanzado el 9 de julio de 2012 a través de Profound Lore Records. Coloccia comentó que el proceso de grabación, contrario a lo comentado por los músicos de ambas ciudades, fue sorpresivamente fácil. Eduardo Rivadavia de AllMusic dio a Bless Them That Curse You cuatro estrellas de cinco. En septiembre/octubre de 2013, Mamiffer salió de gira por Estados Unidos al lado de la banda francesa de shoegaze Alcest y la banda británnica Anathema.

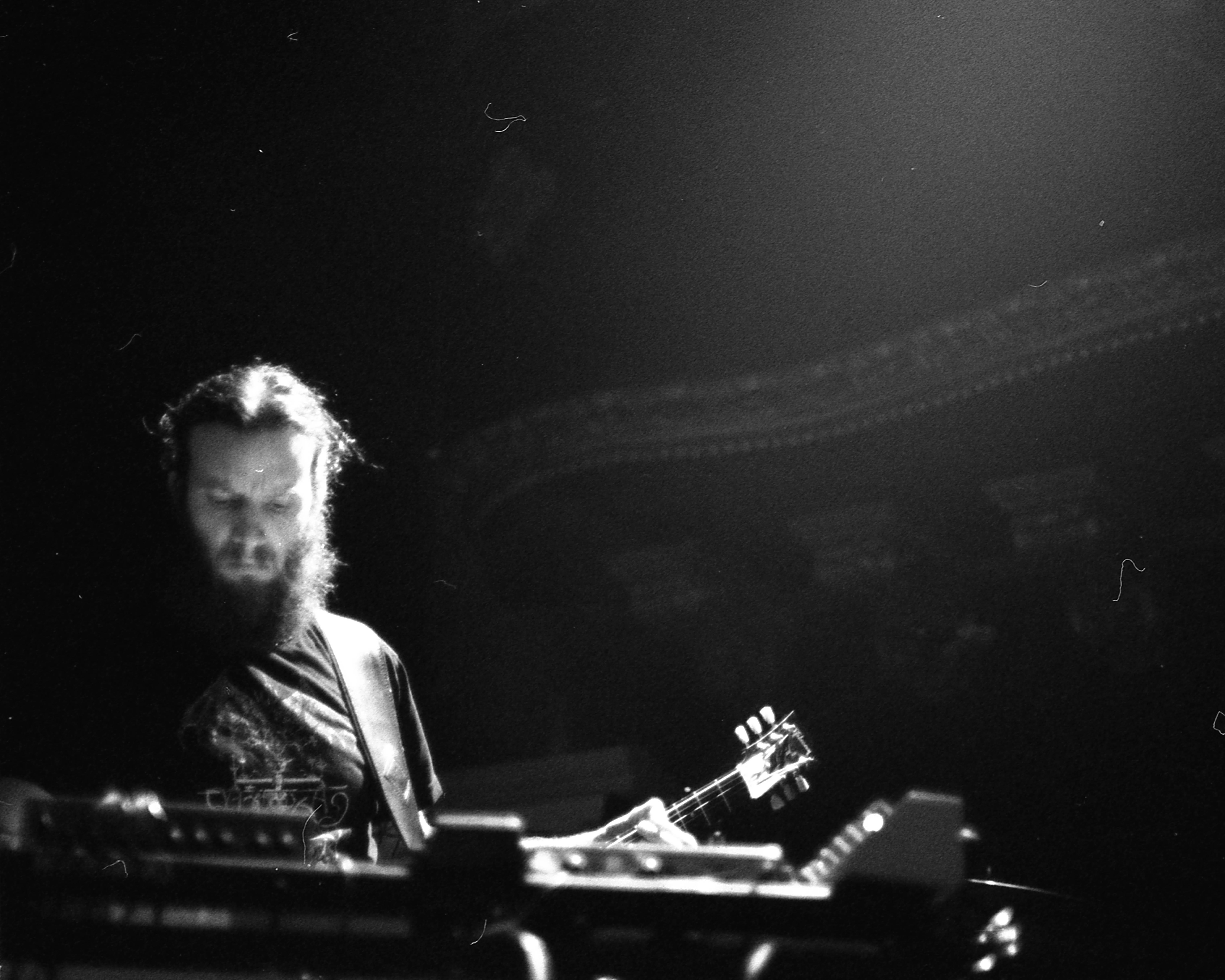
Aaron Turner en vivo con Mamiffer, 2015.

En 2014, la diseñadora de moda italiana Prada contactó a Mamiffer a través de SIGE solicitando su permiso para utilizar su canción "Flower of the Field" en un comercial donde aparecería Ethan Hawke. La banda usó el dinero recibido para financiar la grabación de su siguiente álbum en menos de un año. El 18 de noviembre de 2014, Mamiffer lanzó su tercer álbum de estudio colaborativo, Statu Nascendi. Un año después, el 3 de noviembre de 2015, Mamiffer lanzó otro álbum colaborativo, en esta ocasión junto al artista de noise Daniel Menche, originario de Portland, Oregón, el cual fue titulado Crater. Turner y Coloccia previamente habían trabajado con Menche en algunos remixes y vídeos, por lo que decidieron colaborar de forma más comprometida en ese álbum. Crater vio al grupo realizar grabaciones de campo, algo que Turner, Coloccia y Menche disfrutaron mientras "exploraban la naturaleza" juntos. Pitchfork incluyó a Crater en los mejores álbumes experimentales del 2015 de su lista.
Mamiffer lanzó The World Unseen el 1 de abril de 2016 a través de SIGE. La banda comenzó a escribir las canciones para The World Unseen a principios de 2011 y a grabarlas entre los años 2013 y 2014. Coloccia describió al álbum como temáticamente incompleto e imperfecto, el cual es "una exploración de los lazos subconscientes y psíquicos entre el pasado y el presente, y las formas en que los dispositivos musicales de repetición crean soportes a través del abismo que divide al ser humano de lo divino."
En noviembre de 2017, se anunció que Mamiffer lanzaría una recopilación de samples que utilizaron a través de los años en presentaciones en vivo y sesiones de estudio, titulado Recordings For Lilac III. El álbum sería lanzado en una edición limitada de casete de 150 copias únicamente, bajo el sello Tapeworm label. La recopilación La compilación se une semicronológicamente con los primeros materiales que se remontan a 2008 y fue lanzado en diciembre de 2017.

## Discografía

### Álbumes de estudio
- Hirror Enniffer (2008, Hydra Head)
- Mare Decendrii (2011, Conspiracy)
- Statu Nascendi (2014, SIGE)
- The World Unseen (2016, SIGE)[13]
- The Brilliant Tabernacle (2019, SIGE)

### Recopilaciónes
- Recordings For Lilac III (2017, Tapeworm)

### Álbumes colaborativos
- Bless Them That Curse You (colaboración con Locrian) (2012, Profound Lore)
- Enharmonic Intervals (for Paschen Organ) (colaboración con Circle) (2013, Ektro)
- Crate (colaboración con Daniel Menche) (2015, SIGE)

### Splits
- Mamiffer / House of Low Culture (split con House of Low Culture) (2010, Utech)
- Mamiffer / Oakeater (split con Oakeater) (2010, SIGE)
- Mamiffer / Demian Johnston (split con Demian Johnston) (2011, Hydra Head)
- House of Low Culture / Mamiffer (split con House of Low Culture) (2011, SIGE)
- Mamiffer / Pyramids (split con Pyramids) (2012, Hydra Head)

### Álbumes en vivo
- Lou Lou... in Tokyo (split con Merzbow y House of Low Culture) (2011, SIGE)

### Vídeos musicaless
- "Parthenogenesis" (2016)[16]